# Villa Barbara (Gunzenheim)
Die Villa Barbara (auch Straßer-Villa genannt) ist ein eingetragenes denkmalgeschütztes Gebäude in Gunzenheim, einem Ortsteil des Marktes Kaisheim im Landkreis Donau-Ries. Es ist umgeben von einem parkähnlichen Grundstück.

## Geschichte

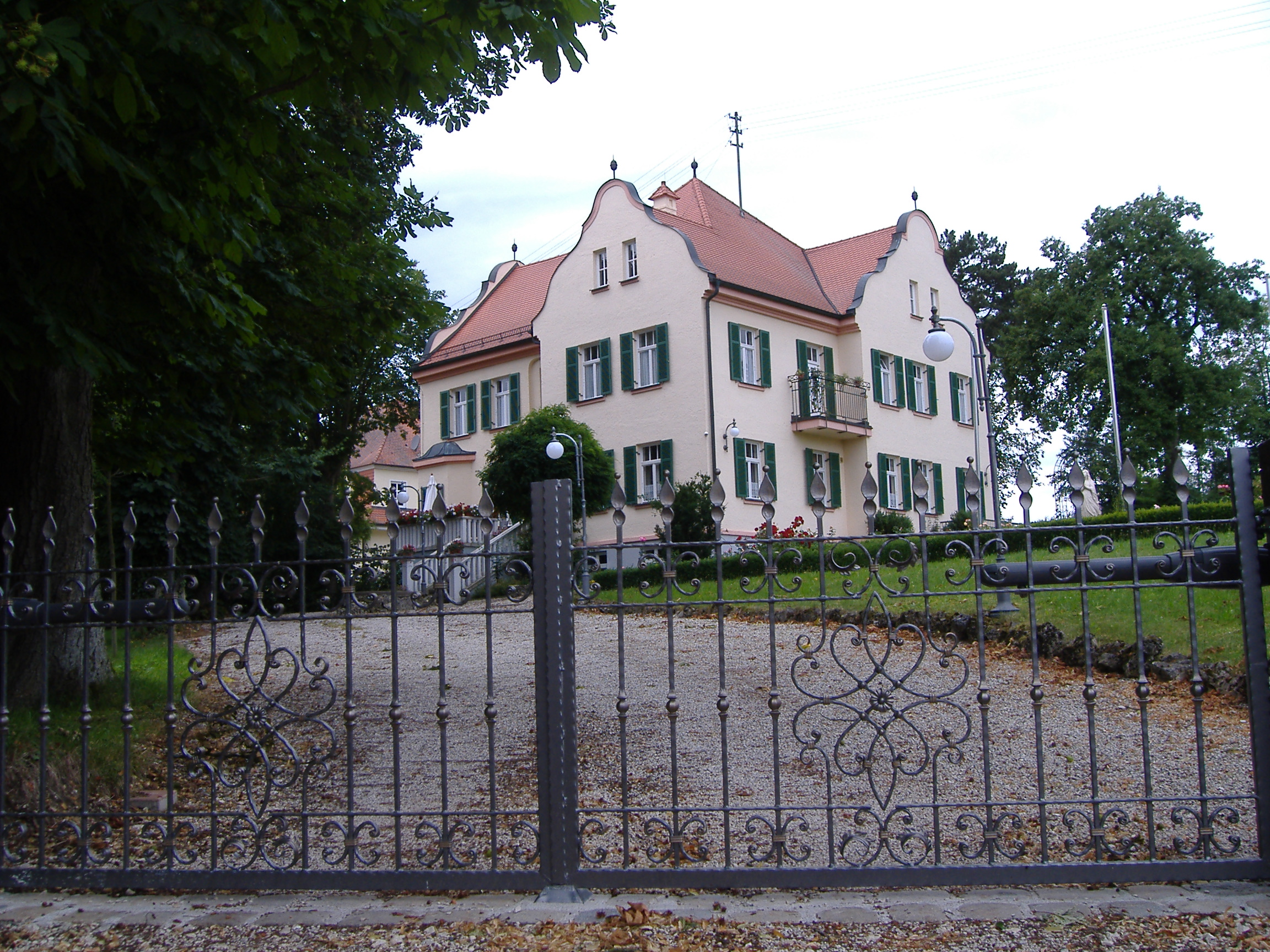
Toreinfahrt zur Villa

Die stattliche Villa wurde 1911 im Jugendstil durch den Augsburger Baumeister Josef Brummer erbaut. Bauherr war der in Gunzenheim geborene Bauernsohn und gelernte Bäcker Maximilian Straßer (1862–1929). Dieser wanderte 1892 in die USA aus, wo er es zu ansehnlichem Reichtum brachte. Die Villa ist nach der Mutter Maximilian Straßers benannt. Das Gebäude wurde mit den modernsten technischen Errungenschaften der Zeit ausgestattet. So besaß es bereits eine Heizungsanlage, Gasbeleuchtung und ein eigenes Wasserpumpwerk. 
Maximilian Straßer lebte nur einige Wochen im Jahr, wenn er seine Heimat besuchte, in seiner Villa. Durch eine großzügige Schenkung vermachte er das Areal sowie 20.000 Dollar Barvermögen der katholischen Kirche. Seine Bedingung war, dass in der Villa eine Priesterwohnung sowie eine Pfarrstelle in Gunzenheim errichtet wird. Im November 1931 hatte der damalige Bischof von Eichstätt, Johannes Leo von Mergel, in Gunzenheim eine Expositur errichtet. Diese Entscheidung war ein geschickter „Schachzug“, sonst wäre der Besitz an die Erben Maximilian Straßers übergegangen.
Von 1946 bis 1963 diente das Gebäude u. a. einem heimatvertriebenen Priester als Unterkunft, später als Jugendstätte. 2001 wurde die inzwischen vernachlässigte Villa saniert. Seit 2010 wohnt der emeritierte Bischof von Eichstätt und Augsburg, Walter Mixa, in  der Villa, die sich nun Bischöfliches Haus ‚Barbara‘ nennt. Die Kellerräume werden sporadisch für anderweitige Zwecke (u. a. Seminare, Kirchenchorproben) genutzt. Im März 2014 wurde in der Villa eingebrochen. Der/die Täter stahlen u. a. Kreuze und Ringe des Altbischofs von Augsburg und Eichstätt. 

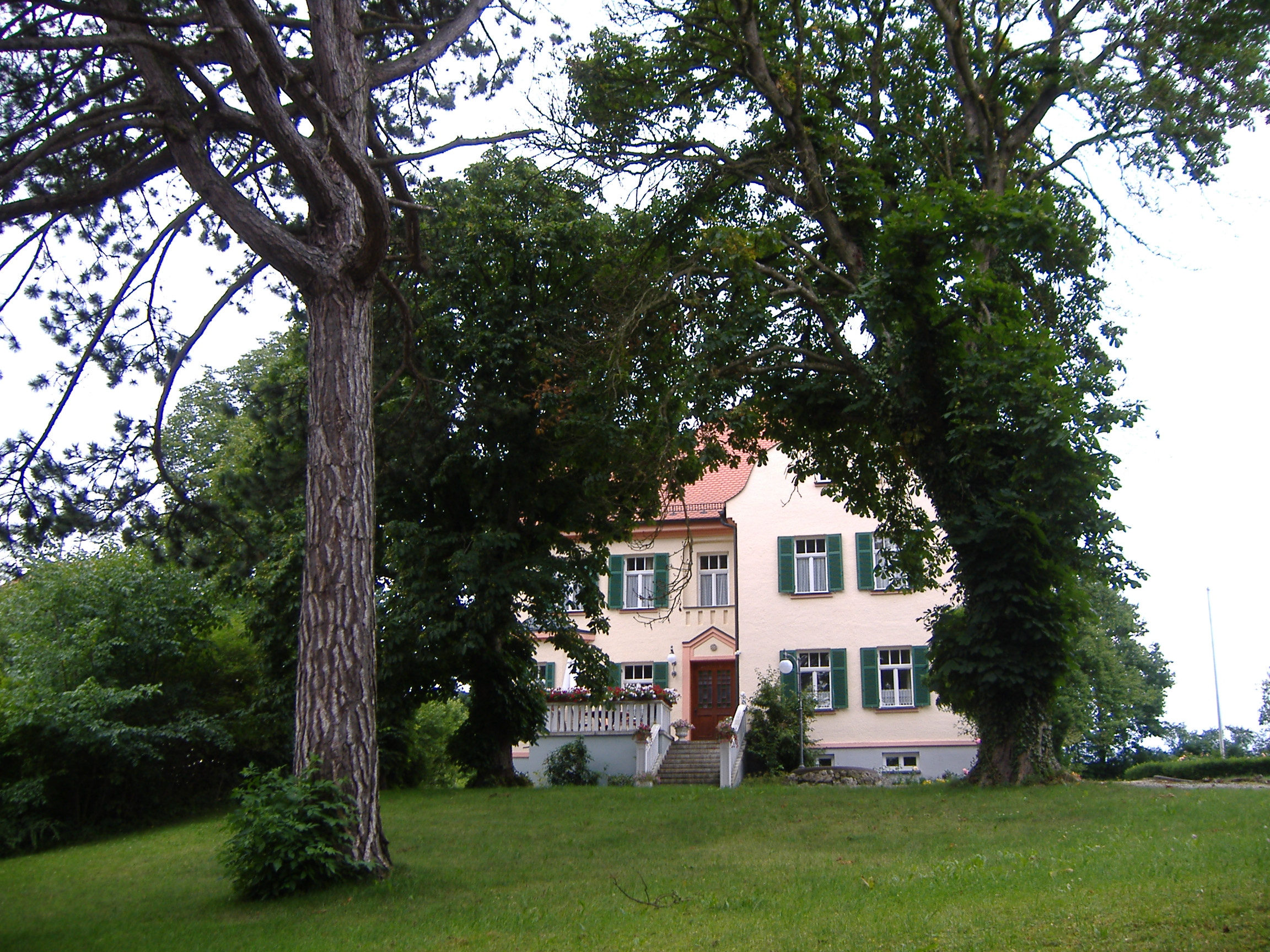
Südfront der Villa
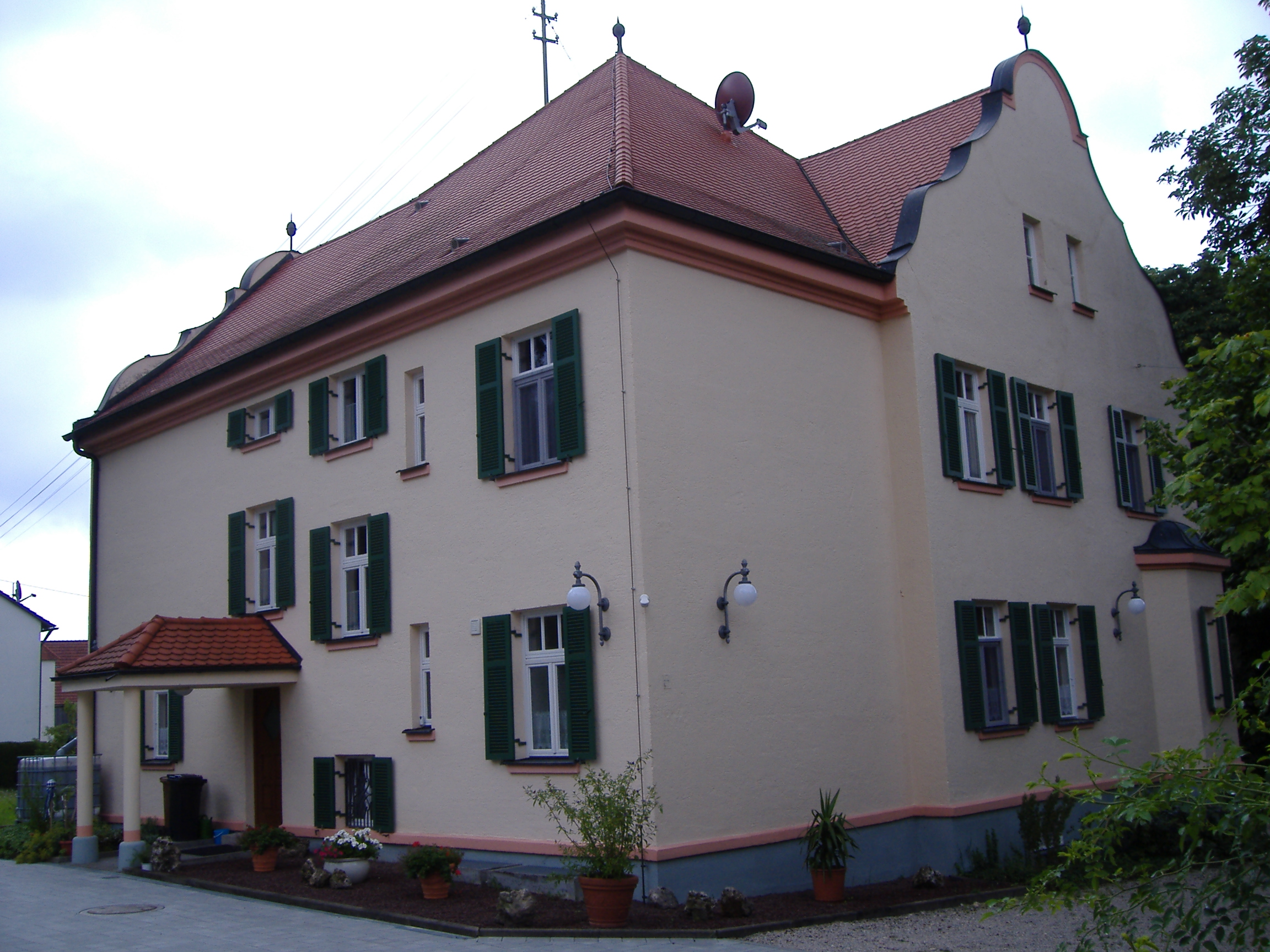
Nordfront der Villa
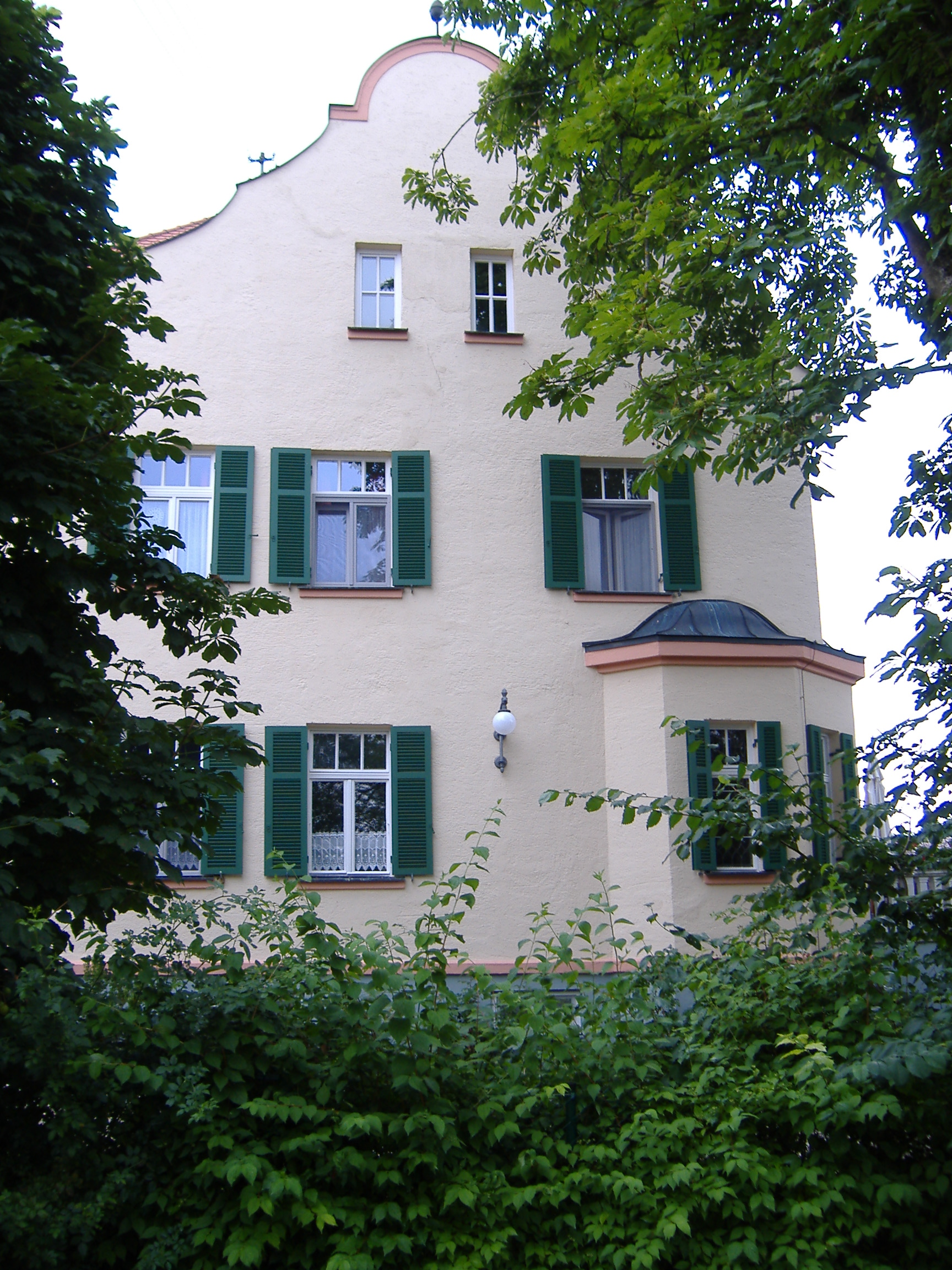
Westfront der Villa
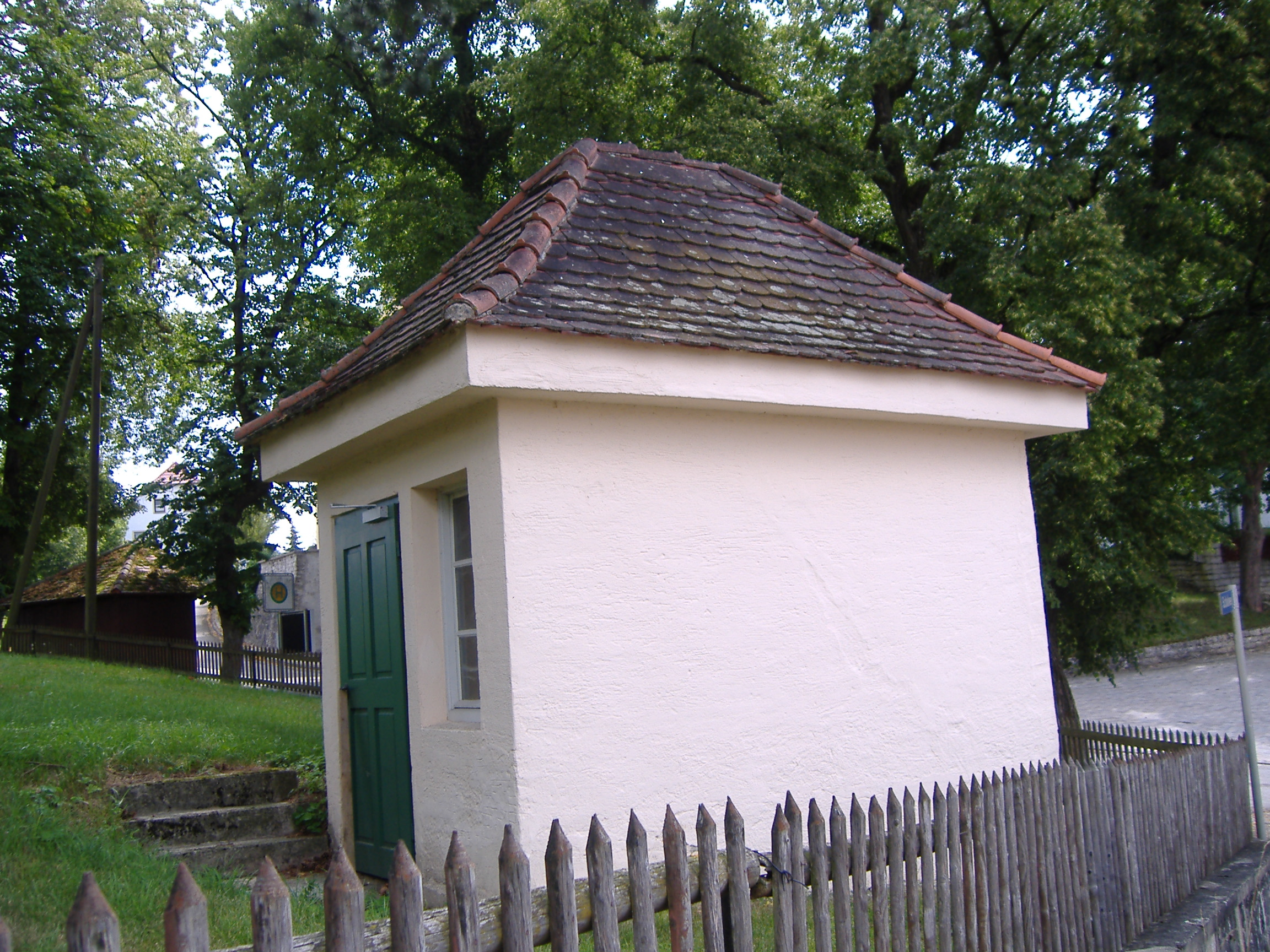
Wasserpumpwerk auf dem Grundstück der Villa